# Alfred von Arneth

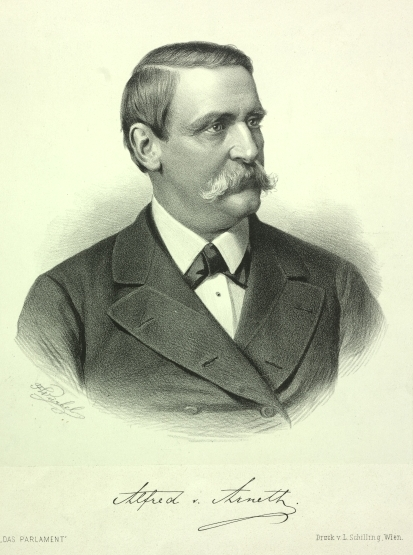

Alfred von Arneth, född 10 juli 1819 i Wien, död där 30 juli 1897, var en österrikisk historiker; son till Joseph von Arneth.

## Biografi
Arneth studerade juridik och anställdes 1897 vid österrikiska riksarkivet, för vilket han 1868 blev direktor. Han var en av de första och förnämsta representanterna för den nya riktning inom arkivväsendet som i arkiven inte bara såg ämbetsverk utan även forskningsinstitut och det var först genom hans åtgärder som nämnda arkiv helt öppnades för den historiska forskningen. Han var 1848–49 ledamot av Frankfurtparlamentet och utsågs 1869 till ledamot för livstid av österrikiska herrehuset. År 1879 blev han president i österrikiska vetenskapsakademien och fick 1880 titeln verkligt geheimeråd. 
Arneths första arbete var en biografi över fältmarskalken Guido Starhemberg (1853); därefter följde det på noggranna källstudier byggda arbetet Prinz Eugen von Savoyen (tre band, Wien 1858–59). Resultaten av sin omfattande forskning över Maria Teresias historia publicerade han i sin Geschichte Maria Theresias (tio band, 1863–79). 
Dessutom utgav Arneth stora samlingar av för forskningen synnerligen värdefulla brev från och till medlemmar av den österrikiska kejsarfamiljen under senare hälften av 1700-talet: brevväxlingen mellan Maria Teresia och Marie-Antoinette 1770–80 (1865), mellan Marie-Antoinette, Josef II och Leopold II (1866), Maria Teresia och Josef II (tre band, 1867), Josef II och Katarina II av Ryssland (1869), Josef II och Leopold I av Toscana (två band, 1872), Maria Teresias brev till sina barn och vänner (fyra band, 1881). 
Tillsammans med Auguste Mathieu Geffroy utgav Arneth Marie Antoinette, correspondance secrète entre Marie Therèse et le comte de Mercy-Argenteau &c. (tre band, 1874) och tillsammans med Jules Flammermont greve Mercy-Argenteaus hemliga brevväxling med Josef II och furst Kaunitz (två band, 1889–91), Sina ungdomsminnen (Aus meinem Leben) utgav han 1893 i två band.